# ویکتور میر
ویکتور مایر (آلمانی: Viktor Meyer؛ زاده ۸ سپتامبر ۱۸۴۸ درگذشته ۸ اوت ۱۸۹۷) یک شیمی‌دان اهل آلمان بود.